# Dissonus glaber
Dissonus glaber is een eenoogkreeftjessoort uit de familie van de Dissonidae. De wetenschappelijke naam van de soort is voor het eerst geldig gepubliceerd in 1924 door Kurtz.